# Giardini Sassoni
I Giardini Sassoni (in polacco: Ogród Saski) coprono un'area di 15,5 ettari.  Sono situati nel centro (Śródmieście) di Varsavia, in Polonia, di fronte a Piazza Pilsudski. Sono il più antico parco pubblico della città. Fondati nel XVII secolo, furono aperti al pubblico nel 1727. È uno dei primi parchi al mondo ad essere stato reso accessibile pubblicamente.